# 言語天文台
言語天文台（げんごてんもんだい、Language observatory）とは、「言語間デジタル・デバイド」解消し、少数言語を救済する目的で実施している少数言語救済プロジェクト。インターネット上における言語間のアクセス格差の現状把握を目的として、2003年に開始された。

## 概要
地球上には7000以上の言語があるにもかかわらず、デジタルネットワーク上で不自由なく利用できる言語は一部に過ぎず、文字コード（パソコン表示に必要な情報）が未開発のため、ネットで疎外されている言語文化がいまだに多く、デジタル・デバイドが生まれている。この状況を観察するための「天文台」として始まった。問題解決のためにはまず正確な実情の把握が必要であり、言語間格差をリアルタイムで正確に観測し、世界に伝えることによって初めて解消のための具体的な方向性も見いだすことができると考えた。
日本では長岡技術科学大学の三上喜貴によって創始された。始めた当時はヨーロッパで3つ、ウェールズ、カタロニア、バスクという少数言語の「天文台」があった。